# U-Bahn-Station Simmering
Simmering is een metrostation in het district Simmering van de Oostenrijkse hoofdstad Wenen. Het station werd geopend op 2 december 2000 en wordt bediend door lijn U3.

## Geschiedenis
Op 26 januari 1968 werd besloten om een metronet aan te leggen met drie lijnen. De nadere uitwerking van het metronet, de U-Bahn-Netzvariante M uit 1970, omvatte een veel groter net met verlengingen die pas later zouden worden toegevoegd. Dit voorgestelde net kende lijnen met vertakkingen in de buitenwijken waaronder de zuidelijke verlenging van de U2 onder de Simmeringer Hauptstraße. Deze zou splitsen bij de kruising met de Laaer Ostbahn bij de spoorweghalte Wien Simmering en het metrostation zou de naam Kaiserebersdorferstrasse krijgen. Het concept met vertakte lijnen werd echter in de jaren 80 van de 20e eeuw is losgelaten, nadat in september 1981 de eerste dienst met vertakking (U2/U4) tot ernstige verstoringen had geleid. Aanpassingen aan het ontwerp van het net betekenden dat het station twee sporen met een eilandperron kreeg in plaats van drie perronsporen, bovendien kwam het aan de U3 in plaats van de U2.

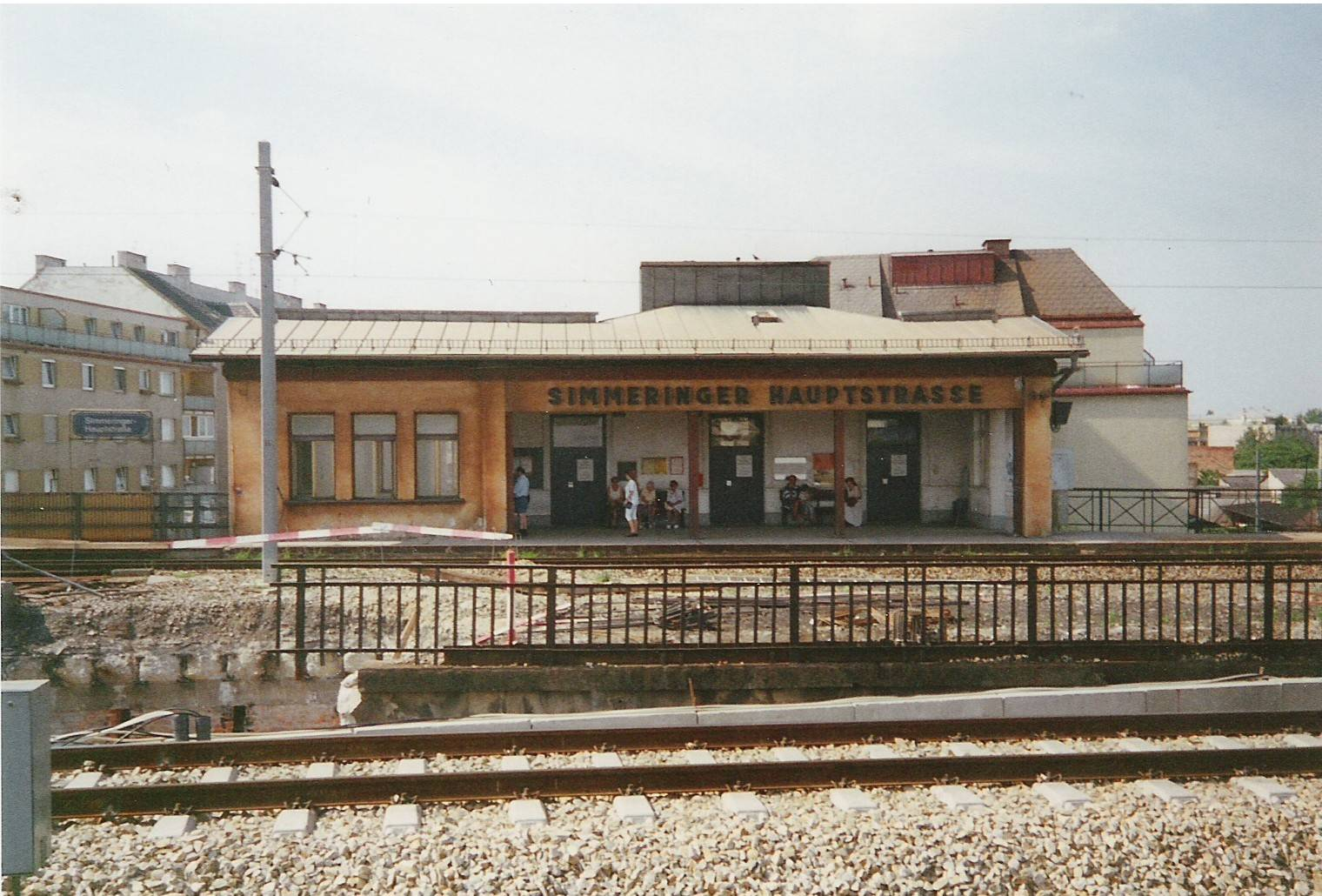
De spoorweghalte voor de komst van de metro.
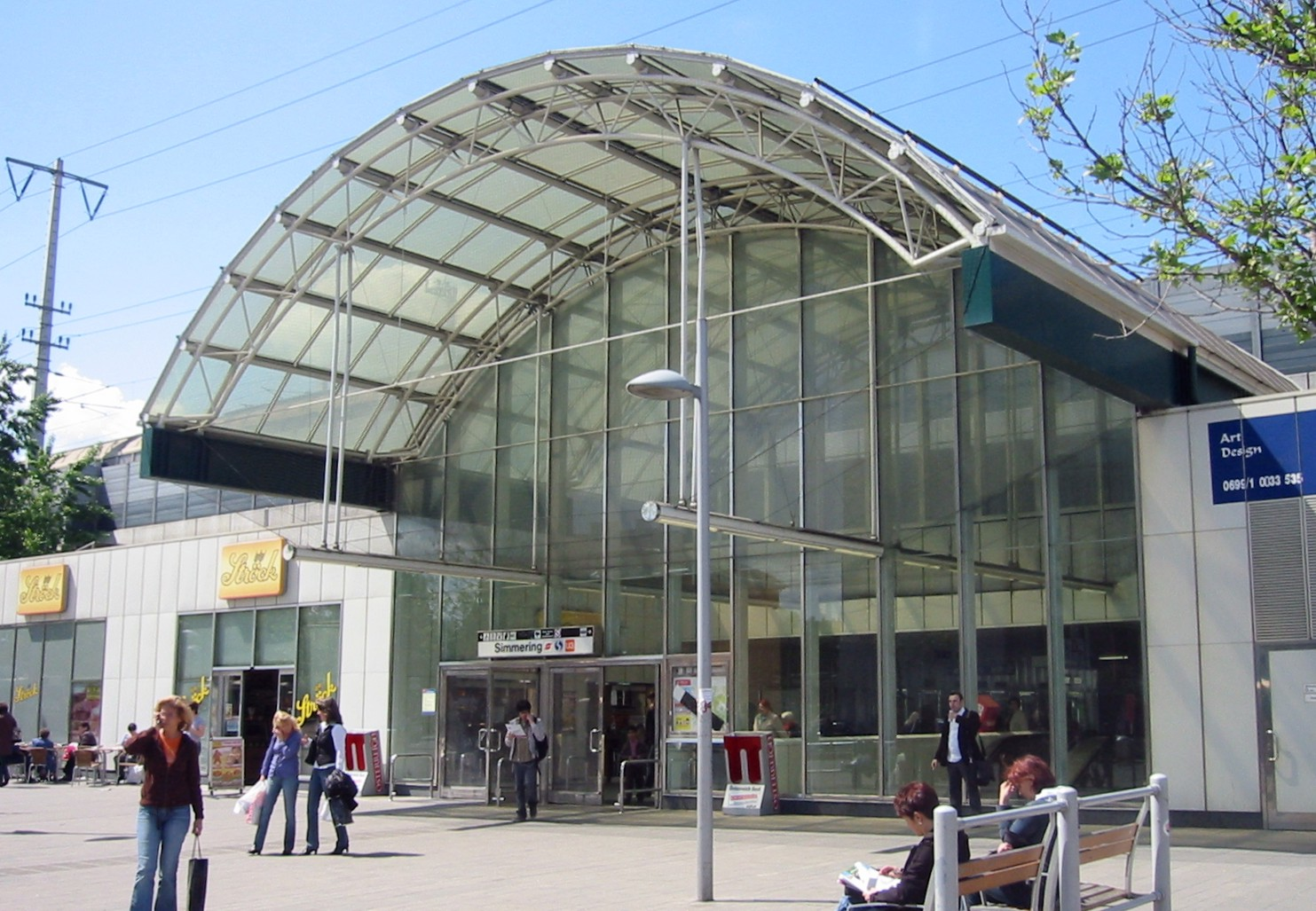
Het gemeenschappelijke U-Bahn/S-Bahn station in 2008.

## Ligging en inrichting
De spoorweghalte Simmeringer Hauptstraße lag hier sinds 1903 aan de oostkant van het viaduct over de Simmeringer Hauptstraße. In het kader van de aanleg van de metro werd besloten om het perron van de S-Bahn te verplaatsen naar de westkant van het viaduct waar het metrostation zou komen. Zodoende kunnen S-Bahn en U-Bahn dezelfde stationshal gebruiken en biedt het de reizigers de mogelijkheid tot een inpandige overstap. De sporen en het eilandperron van de U3 liggen onder de Simmeringer Hauptstraße en zijn met liften, roltrappen en vaste trappen zowel met de stationshal als met de zuidelijke toegang bij de Kaiser-Ebersdorfer-Straße verbonden. Deze laatste heeft opgangen aan weerszijden van de Simmeringer Hauptstraße.
In 2000 werd tijdens de bouw van de toegang bij de Kaiser-Ebersdorfer Straße de Froschkönig-Brunnen van de hand van Gottfried Kumpf geplaatst. Het beeld bestaat uit een 300 kg zware kikkerkoning van bronsgietwerk die op een roestvrijstalen halve bol in het water zit. De fontein zelf is 2,3 m hoog.
Zoals gebruikelijk werd bij de bouw van het metrostation archeologisch onderzoek gedaan. Vooral bij het uitgraven van de put voor de ondergrondse keersporen ten zuiden van het perron werden vondsten verwacht omdat gedacht werd dat rond de Simmeringer Hauptstraße de Romeinse limes weg tussen Vindobona en Carnuntum zou liggen. De Romeinse weg werd niet gevonden maar de middeleeuwse Simmeringer Hauptstraße wel. In de zuidelijke toegangshal bij de Kaiser-Ebersdorfer Straße / Strachegasse zijn de vondsten in een vitrine tentoongesteld. Te zien zijn een aantal voorwerpen, een doorsnee van de straat en onder in de vitrine ligt originele middeleeuwse steenslag.

## OV-knooppunt
Naast overstappunt tussen metro en S-Bahn is het ook een OV-knooppunt voor stads- en streekbussen. Streekbussen naar Neder-Oostenrijk en Noord-Burgenland hebben sinds 2000, toen het streekbusstation bij Wien Mitte werd gesloten, hun eindpunt bij het tegelijk gebouwde busstation naast het station. Vroeger reed tramlijn 71 tussen Kaiserebersdorf en Schwarzenbergplatz sinds de opening van de metro is Simmering het noordelijke eindpunt. Tramlijn 6 werd doorgetrokken naar het Zentralfriedhof en heeft sindsdien ook een halte bij het station. Tramlijn 72 die voor de opening van het metrostation tussen Schlachthausgasse en het Zentralfriedhof reed werd in de herfst van 2013 weer ingezet, nu als versterkingsrit tussen Grillgasse en Kaiserebersdorf. Na verschillende wijzigingen in het tramnet doen de tramlijnen 11, tussen Otto-Probst-Platz en Kaiserebersdorf, en 71, tussen Schottenring en Kaiserebersdorf, het station aan.
Daarnaast kan in de stadsbussen 69A, naar het Hauptbahnhof, en 72A en 73A , naar Kaiserebersdorf, worden overgestapt. Buslijn 15A reed aanvankelijk ook vanaf Simmering maar wegens ruimtegebrek wrd deze ingekort tot Enkplatz.

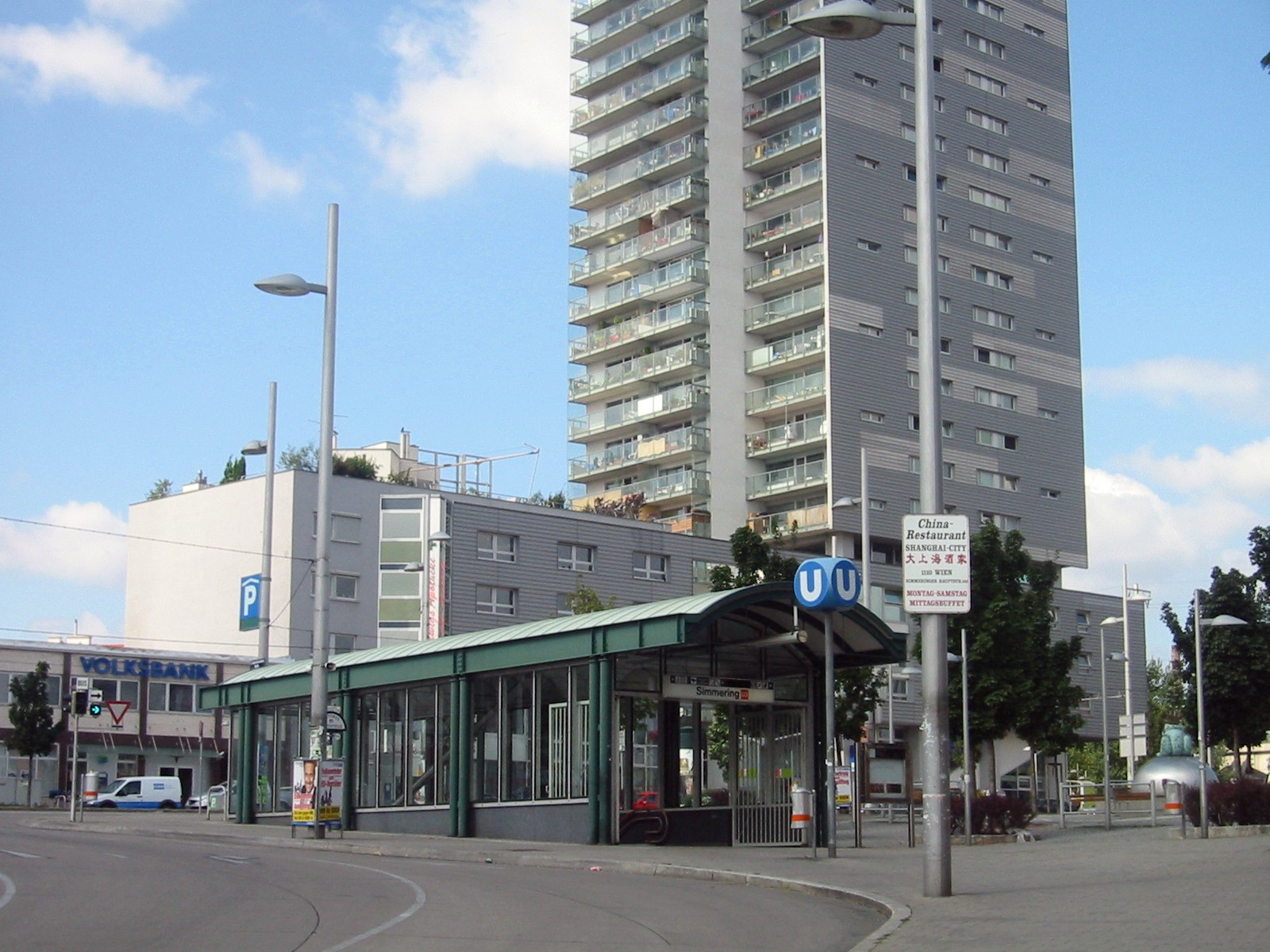
De toegang bij de Kaiser-Ebersdorfer Straße.
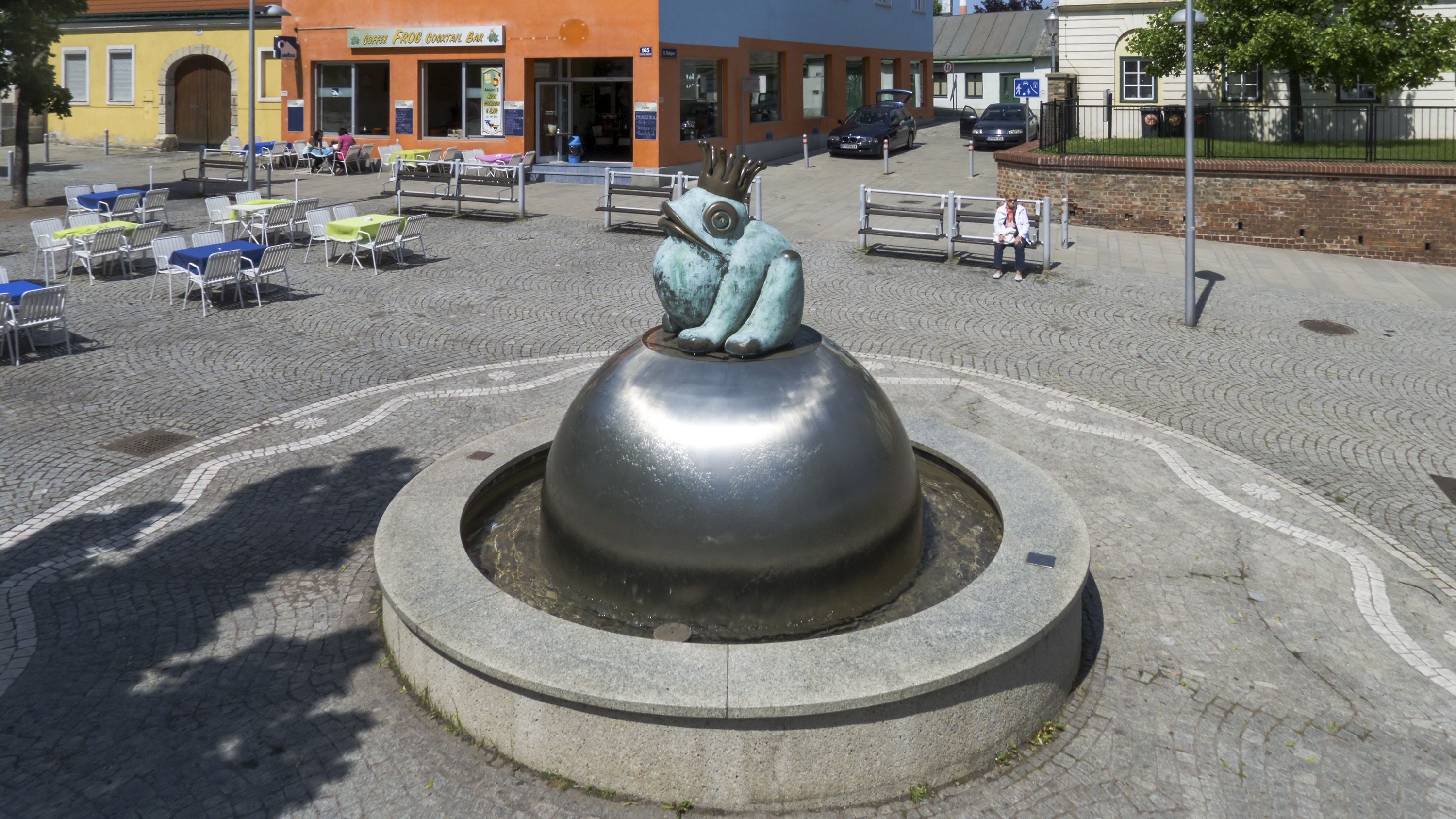
De kikkerkoning.
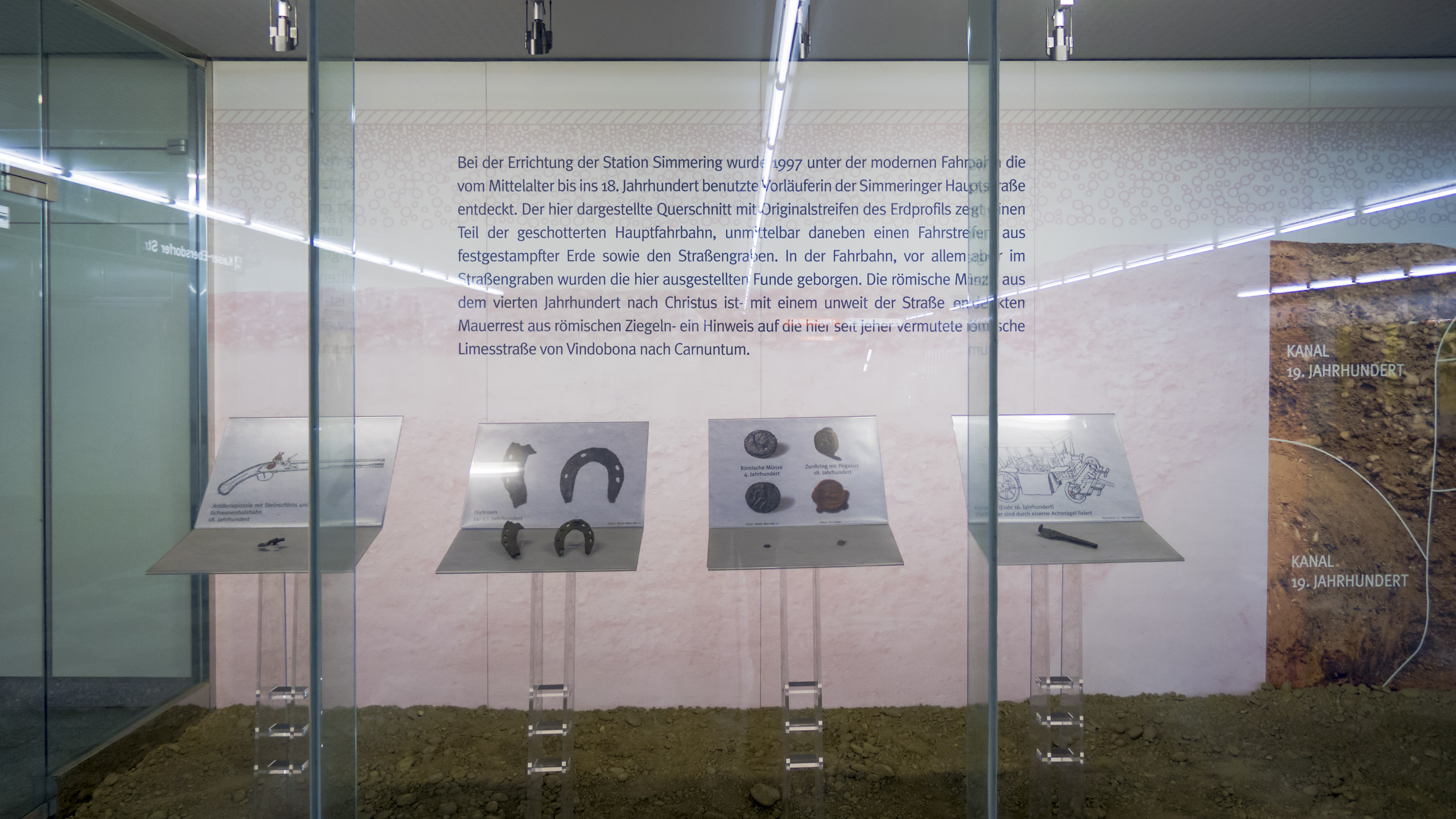
De vitrine met de archeologische vondsten.